# De graanrepubliek
De graanrepubliek is een boek van Frank Westerman uit 1999, waarin hij de modernisering van de akkerbouw in Nederland gedurende de twintigste eeuw beschrijft. De naam van het boek verwijst vooral naar het Oldambt, een landstreek in Oost-Groningen, waarvan de teloorgang als een rode draad door het boek loopt. De geschiedenis begint in 1886 en eindigt in 1998.
Een van de hoofdpersonen in het boek is Sicco Mansholt, de architect van het Gemeenschappelijk landbouwbeleid. Dat beleid voorzag in een harde sanering van de landbouwsector, met als doel het scheppen van grotere en economisch sterkere bedrijven. De kleinere boerenbedrijven moesten het veld ruimen. Over de gevolgen van die omslag en de redeneringen erachter gaat het boek van Westerman.
Vijfentwintig jaar na dato kwam er een feestelijke jubileumeditie uit met een actuele epiloog.